# Babel 17
Babel 17 — французький колдвейв-гурт, офіційно утворений 1989 року. До цього учасники групи грали разом під різними назвами з 1983 року, але згодом вирішили змінити назву і концепцію свої музики.

## Дискографія

### Студійні албоми
- 1990 Celeano Fragments (Lively Art - LP/CD/K7)
- 1991 Shades (Lively Art - LP/CD)
- 2009 The Ice Wall (Infrastition - CD)
- 2013 Leviathan (Infrastition - CD)
- 2017 Process (Infrastition - CD)

### Увійшли до збірок
- 1990 Prémonition (Lively Art)
- 1991 Dyadique 91 (Dyadique)
- 1991 Passage Du Trou Marin (Dépendance Continue)
- 1992 Beaucoup (V.I.S.A.)
- 1992 L'Appel De La Muse, Vol. 2 (Alea Jacta Est)
- 2006 15 (Infrastition)
- 2006 RVB ~ Transfert (DVD - Optical Sound)
- 2008 Movement One vol.2 (Str8line Records)
- 2009 Transatlantic Crossing With Darla (Infrastition)
- 2010 30 Years With(out) Ian Curtis (Infrastition)
- 2011 Movement One vol.3 (Str8line Records)

| Валторна | Це незавершена стаття про музичний колектив. Ви можете допомогти проєкту, виправивши або дописавши її. |